# Xã Four Mile, Quận Polk, Iowa
Xã Four Mile (tiếng Anh: Four Mile Township) là một xã thuộc quận Polk, tiểu bang Iowa, Hoa Kỳ. Năm 2010, dân số của xã này là 9.250 người.